# Aeropuerto de Santarém
El Aeropuerto de Santarém - Pará - Maestro Wilson Fonseca (STM|SBSN) sirve a la ciudad y región de Santarém, en el estado de Pará. 
El Aeropuerto de Santarém, que recibe el mismo nombre de la ciudad y de Wilson Fonseca, fue transferido a la jurisdicción de Infraero el 31 de marzo de 1980. Dista 15 km del centro de la ciudad, posee accesos rápidos por la Carretera Fernando Guilhon. En su entorno, una ornamentación paisajista especial muestra el portal de entrada de la región, denominada "A Pérola del Tapajós". 
Este aeropuerto tiene un importante papel en el estrechamiento de los lazos con el resto de Brasil y del mundo, debido a su localización geográfica. Entre Belém y Manaus, es una alternativa para vuelos internacionales. 
Posee un área patrimonial de aproximadamente 11.000.000m², pista de aterrizaje con 2.402m por 45m, tres hangares construidos y uno en construcción.
Se encuentra en fase de elaboración el proyecto para reforma y ampliación del terminal de pasajeros, con la instalación de más comercios, nueva sala de embarque, puesto médico, reestructuración del terreno y nuevos mostradores de check-in. 
Además, de representar un gran instrumento para el desarrollo económico y turístico de la región, el Aeropuerto de Santarém también ejerce su papel social. Dentro del programa Infraero Social, el proyecto Alas de la Educación atiende a ochenta niños de las comunidades del entorno del aeropuerto, ofreciendo cursos de informática y lengua inglesa.

## Destinos
| Aerolíneas                               | Ciudades                                                                                        | Alianza |
| ---------------------------------------- | ----------------------------------------------------------------------------------------------- | ------- |
| Azul Líneas Aéreas 6 destinos            | Nacionales: (6) Altamira / Belém / Carajás / Manaus / Parintins / Porto de Trombetas            | N/A     |
| Gol Linhas Aéreas 6 destinos             | Nacionales: (6) Brasilia / Fortaleza / Manaus / Recife / Río de Janeiro-GIG / Salvador de Bahía | N/A     |
| LATAM Brasil 2 destinos                  | Nacionales: (2) Belém / Brasilia                                                                | N/A     |
| MAP Linhas Aéreas 4 destinos             | Nacionales: (4) Altamira / Belém / Manaus / Parintins                                           | N/A     |
| Piquiatuba Transportes Aéreos 4 destinos | Nacionales: (4) Altamira / Belém / Itaituba / Novo Progresso                                    | N/A     |

## Movimientos
| Año  | Movimiento (Pasajeros) | % |
| ---- | ---------------------- | - |
| 2003 | 135.952                |   |
| 2004 | 153.942                |   |
| 2005 | 181.449                |   |
| 2006 | 285.132                |   |
| 2007 | 364.181                |   |
| 2008 | 386.160                |   |
| 2009 | 364.615                |   |

## El aeropuerto

### Características
- Latitud: 2º25'28
- Longitud: 54º47'7
- Piso: A
- Señalización: S

### Números
- Espacio Aeroportuário

Área: 10.741.276,73 m² 
- Plataforma de aeronaves

Área: Princ: 48.200 m²/Auxiliar: 7.000m² 
- Terminal de Pasajeros

Área(m²): 1.561 
- Estacionamiento

Capacidad: 92 plazas 
- Mostradores de Check-in

Número: 7 mostradores 
- Estacionamiento de aeronaves

Nº de Posiciones: 27 posiciones 

## Dirección
Plaza Eduardo Gomes s/nº
 
Santarém - PA
 
CEP:68035-000
 
PABX:(93) 3523-4328
 
FAX:(93) 3523-2127
 
Distancia del Centro: 15 km 